# POLOS on earth
POLOS on earth（ポロス オン アース）は、多言語インターネット放送局であり、オリジナル制作番組を主軸とした番組が日本語、英語、フランス語の3つの言語での字幕で視聴できる。
広告デザイン制作業を営む株式会社ルールにより、2009年4月20日から運営開始。

## 概要
「Creating a world without borders」（境界のない世界へ）をコンセプトに、国境、人種、言語の壁を越え、映像を通じて世界中の人々が楽しみ、感じ、想いを共有することを目的としている。オリジナル作品を中心に、ドキュメンタリーやニュース、ショートフィルム、アニメーションなど幅広いジャンルのコンテンツを日本語、英語、フランス語の3 カ国語で配信している。また、映像クリエイターの自主制作作品の配信から、若手、新人クリエイターの発掘および、新作制作も支援し、各メディアや企業、団体とのパートナーシップ、クリエイターとの連携で、POLOS on earthのネットワークを世界中に広げている。

## コンテンツ

### オリジナル作品
写真芸術の現場
日本の注目すべき写真の現場を、写真家の視点で追ったドキュメンタリー
出演
1. 写真家 五味彬・横木安良夫の試み
2. 写真家 渡部さとる「伝えたい思い」
3. 写真家 インベカヲリ★ 「撮る衝動」

企画・監督:水谷充
ジャンル：ドキュメンタリー
Hummingbirds' Jazz
自分探しの旅の末、とある島の「サーファー兼宿屋のオヤジ」タクローの生活を撮ったドキュメンタリー
監督：コウノイサオ
ジャンル：ドキュメンタリー
THINK to CHANGE
次代を担う社会起業家たちのドキュメンタリー・シリーズ
監督：鈴木哲也
ジャンル：ドキュメンタリー
CROSSING
つきあって3年の誠一と奈々美。ある日、自宅に帰ってきたのは「奈々美」と名乗る全くの別人であった。ちょっと不思議なショートフィルム。
監督:千葉大樹
ジャンル：ヒューマンドラマ
東方ランブリング
フランス人映像作家のデニス・コルディエが遠いアジアの見知らぬ土地で、まるでもう一人の自分がもう一つの人生を送っているかのような夢をみるショートフィルム。
監督:Denis Cordier
ジャンル：ショートフィルム
むかーしむかし
各地に伝わる民話を箱という素材を使い現代の民話としてアレンジし、現代の日本人のルーツや生き方を紐解いていくアニメーションシリーズ。
1. にわか侍

とある貧乏で運のない男が、庭で死んだ侍を見つけたことからとんとん拍子に運が舞い込んできて幸せになるおはなし。
監督・脚本・アニメーション : 井手佐知子
ジャンル：アニメーション
ROCKETS COME HOME
（製作中）

### クリエイター作品
Building
ある街に突然現れた高層ビル。高層ビルは周りの低い建物たちを見下し目立とうとするが、突然の嵐により街は水没してしまう。手描きアニメーション作品。
監督・脚本・アニメーション・音楽： 上甲トモヨシ
ジャンル；アニメーション
雲の人 雨の人
空の上には雲の人と雨の人がいます。雲の人はモクモクと、雨の人はチャプチャプと、そんな二人の出会いの手描きアニメーション作品。
監督・脚本・アニメーション・音楽： 上甲トモヨシ
ジャンル；アニメーション
ビル・ブン
神さまからの贈り物。世界の成り立ちがよくわかる！？ゆる～くホッとできる手描きアニメーション作品。
監督/脚本/アニメーション/音楽 ： 上甲トモヨシ・一瀬晧コ
ジャンル；アニメーション
影の話
願いを叶えるために魂を売った男。男が7つの生物の影を旅するものがたり。すべての映像に、隠喩としてのナレーションが流れる寓話映画。
監督・脚本：福井琢也
音楽：midori hirano
ジャンル：ショートフィルム
擬態都市
人工物であふれる、人の気配のない灰色の世界を彷徨ううちに、これもまた自然のひとつの姿なのではないかと気付いた作者の心象風景を描いた作品。
監督・脚本・CGアニメーション ： 高橋昂也
音楽 ： 岡義将
ジャンル：CGアニメーション
vision quest
時間や空間の認識を超越した、広大な“内なる宇宙”への旅路を、音楽と映像で綴った作品。
監督・脚本・CGアニメーション ： 高橋昂也
音楽 ： 岡義将
ジャンル：CGアニメーション
ケセランパセラン
ケセランパサランという都市伝説上の生き物を通して、 親子の愛情や絆を表現したアニメーション・ミュージックビデオ作品。
監督・脚本・音楽 ： 高嶋友也
ジャンル：アニメーション
頭に回るは笑い声
昭和30年代に子供達を震え上がらせた恐怖の誘拐魔「赤マント」とその誘拐を見てしまった少年のお話を、歌とアニメーションで贈る、アニメーション・ミュージックビデオ作品。
監督・脚本・音楽 ： 高嶋友也
ジャンル：アニメーション
さとるくん
作者が幼稚園の頃に体験した、誰にも一度はあるかもしれない経験を物語化。都市伝説をテーマにしたアニメーション・ミュージックビデオ作品。
監督・脚本・音楽 ： 高嶋友也
ジャンル：アニメーション
ムカシバナシ
墨田区・京島。このレトロな町で暮らしを営む老人たちの昔の記憶（＝「ムカシバナシ」）を、取材対象者自らが撮影した1分間の映像を交えながら観る者の中に甦らせるシリーズ作品。
1. 「不貞腐れ・闊達エレジー」
出演：新井由蔵
2. 「ザ・肝っ玉、手先の冒険」
出演：梅原昌寿子
3. 「暢気で喜楽、七十七年。チンドンの音色。」
出演：大井正明

監督/企画：長岡真一
ジャンル：ドキュメンタリー